# Александров, Василий Георгиевич
Василий Георгиевич Александров (24 мая 1887, Петербург, Российская Империя — 16 января 1964, там же (Ленинград) — советский ботаник и анатом растений.

## Биография
Родился 24 мая 1887 года в Петербурге. В юности поступил в Императорский Санкт-Петербургский университет, где попал на курс В. И. Палладина. Успешно проучившись там, Василий Александров окончил его в 1912 году.
В конце 1910-х годов защитил профессорские диссертации и в 1920 году стал профессором сразу двух университетов — Тбилисского и Томского, где проработал до 1929 года. В 1929 году Василий Александров перешёл на работу во Всесоюзный институт растениеводства, где его назначили на должность заведующего лабораторией анатомии растений. В 1942 году стал заведующим отделом анатомии и морфологии растений Ботанического института АН СССР.
В 1954 году издал учебник «Анатомия растений», в начале того же года создал школы анатомов растений[неизвестный термин].
Скончался 16 января 1964 года в Ленинграде.

## Награды
- орден Трудового Красного Знамени (10.06.1945)

## Научные работы
Основные научные работы посвящены физиологической анатомии культурных и дикорастущих растений — лубоволокнистых, эфироносов, каучуконосов, масличных, картофеля, бобовых, хлебных злаков и т.д…
- Исследовал проводящую систему растений, накопление и превращение кристаллов оксалата кальция, процессы раздревеснения и одревеснения, строение и функцию зелёных пластид и строение и развитие плодов.
- Разработал основные принципы физиологической анатомии, использования анатомических признаков в филогенетической систематике, генетике и селекции.
- Внёс существенный вклад в теорию листовых следов.
- Разработал методики «графического» определения волокна в стеблях лубоволокнистых растений.